# Président de la république du Sénégal
Le président de la république du Sénégal est le chef de l'État du Sénégal. Ses compétences politiques et institutionnelles sont régies par la Constitution.
L'actuel titulaire de la fonction est Bassirou Diomaye Faye depuis le 2 avril 2024.

## Historique
De 1957 à 1963, le Sénégal possède un régime parlementaire bicéphale similaire à celui de la Quatrième République française. Le président du Conseil, Mamadou Dia, en fonction depuis 1957, est chargé de la politique économique et intérieure en tant que chef du gouvernement, tandis que le président de la République, chef d'état, est chargé de la politique extérieure. Le régime parlementaire est remplacé par un régime présidentiel le 7 mars 1963, à la suite de la crise politique de décembre 1962. Le président exerce depuis les fonctions de chef d'État et de chef du gouvernement.
À la suite du référendum constitutionnel de 2016, la durée du mandat est réduite de sept à cinq ans et le nombre de mandats limité à deux consécutifs. Le quinquennat avait déjà été en vigueur avant 1993 et de 2007 à 2012.

## Système électoral
Le président de la République est élu au scrutin uninominal majoritaire à deux tours  pour un mandat de cinq ans renouvelable une seule fois, de manière consécutive ou non. Au premier tour, la majorité absolue des suffrages exprimés est requise pour remporter l'élection. Si aucun candidat ne parvient à obtenir ce résultat, un second tour est organisé  entre les deux candidats arrivés en tête le deuxième dimanche suivant la proclamation des résultats du premier tour par le Conseil constitutionnel. Celui des deux qui remporte le plus grand nombre de suffrages est élu président de la République.
Peuvent se présenter les Sénégalais âgés d'au moins trente-cinq ans et au plus de soixante-quinze ans au jour du scrutin, qui ne possèdent pas d'autre nationalité que celle sénégalaise, qui jouissent de leurs droits civiques, savent lire et écrire et parler couramment la langue officielle.
Depuis la mise en application en 2018 de l'article 29 de la constitution relatif aux conditions de candidatures, les candidats ont pour obligation de recueillir les signatures de parrainages d'au moins 0,8 % du total des électeurs inscrits sur les listes électorales, soit un peu moins de 45 000 signatures, dont au moins 2 000 dans au moins sept des quatorze régions que comporte le pays, le reste pouvant être collecté dans l'ensemble du reste du pays ainsi que chez la diaspora. Un électeur ne peut par ailleurs parrainer qu'un seul candidat à la fois,.

## Liste des titulaires

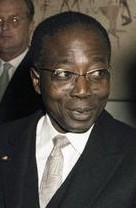
Léopold Sédar Senghor 1960-1980
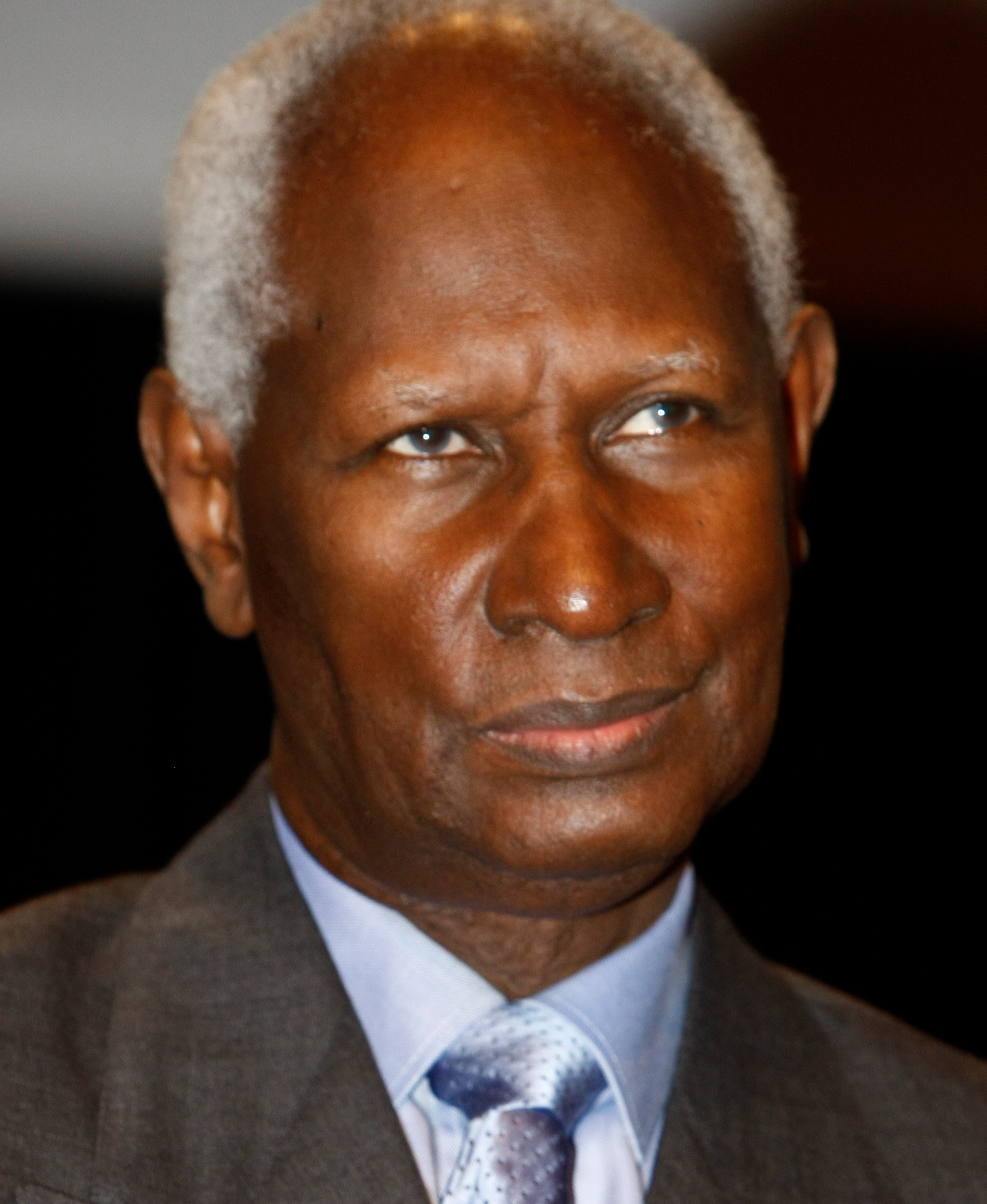
Abdou Diouf 1981-2000
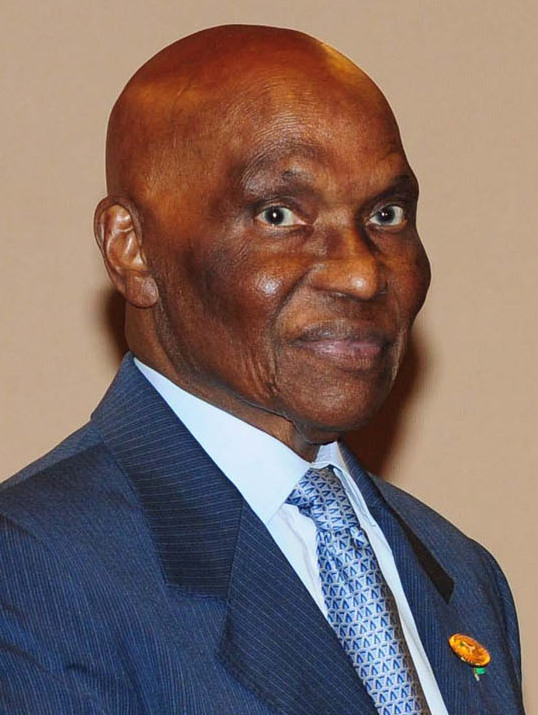
Abdoulaye Wade 2000-2012
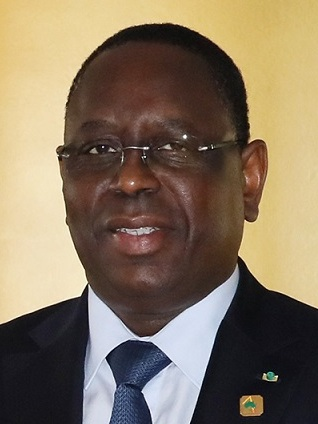
Macky Sall 2012-2024
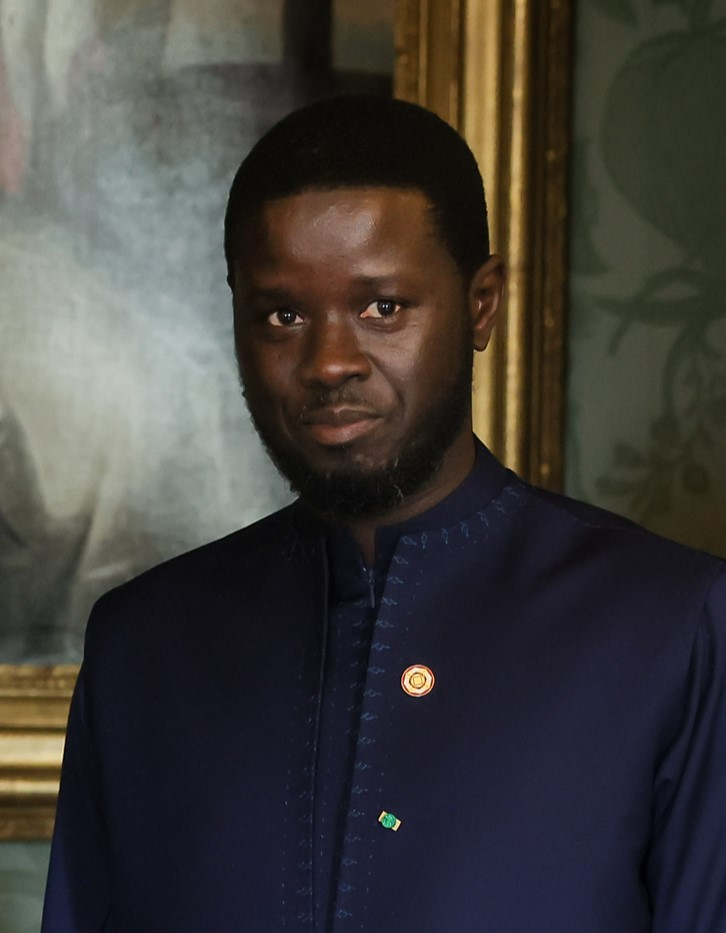
Bassirou Diomaye Faye depuis 2024